# Gonzalo Longo
Pour les articles homonymes, voir Longo.
Pas d'image ? Cliquez ici

a Compétitions nationales et continentales officielles uniquement.

b Matchs officiels uniquement.
Dernière mise à jour le 16 août 2017.
Gonzalo Matias Longo Elia, né le 14 mars 1974 à San Isidro, est un joueur argentin de rugby à XV. Il a joué en équipe d'Argentine évoluant au poste de troisième ligne centre.

## Carrière
Il honore sa première cape internationale en équipe d'Argentine le 5 juin 1999 à Buenos Aires par une défaite 26-36 contre l'équipe du pays de Galles. Il prend sa retraite à la fin de la saison 2006-2007.

## Palmarès
- Finaliste du championnat de France en 2007
- Vainqueur du challenge européen en 2007

## Statistiques en équipe nationale
- 51 sélections en équipe d'Argentine depuis 1999
- 5 essais (25 points)
- 7 fois capitaine
- Sélections par année : 8 en 1999, 5 en 2000, 6 en 2001, 6 en 2002, 7 en 2003, 5 en 2004, 3 en 2005, 6 en 2006, 6 en 2007
- En coupe du monde :
  - 1999 : 4 sélections (Galles, Samoa, Irlande, France)
  - 2003 : 2 sélections (Australie, Irlande)
  - 2007 : 5 sélections (Namibie, Irlande, Écosse, Afrique du Sud, France), 5 points (1 essai)